# Elisabeth Charlotta av Pfalz
Ej att förväxla med: Elisabeth Charlotte av Pfalz (1652–1722)
Elisabeth Charlotta av Pfalz, född 1597, död 1660, var genom äktenskapet med Georg Vilhelm av Brandenburg kurfurstinna av Brandenburg och hertiginna av Preussen.

## Biografi
Elisabeth Charlotta var dotter till kurfurst Fredrik IV av Pfalz-Simmern och Louise Juliana av Oranien och tillhörde därmed Pfalz-Simmerngrenen av huset Wittelsbach. Hon gifte sig med Georg Vilhelm av Brandenburg 1616.
Brandenburg drabbades hårt under trettioåriga kriget. Hennes bror Fredrik V av Pfalz blev berömd som "vinterkungen" av Böhmen, efter vilkens avsättning 1618 trettioåriga kriget utbröt. Hon stödde Brandenburgs anslutning i kriget mot Österrike och motarbetade Habsburg-sympatisörerna.  När Gustav II Adolf oväntat och hotande närmade sig huvudstaden, sände maken ut henne som medlare för att välkomna kungen, medan han höll ett nödråd med sina ministrar. Efter Plundringen av Magdeburg, när den svenska armén återigen hotade Brandenburgs gränser och han tvekade om att tillåta den passera en gränsflod, sände Georg Vilhelm återigen Elisabeth Charlotta med hovdamer till den svenska kungen för att förebygga eventuella anfall mot Brandenburg.
Elisabeth Charlotta beskrivs inte närmare som person i vare sig positiva eller negativa termer. Hon gav en årlig donation till kollegiet i Joachimsthal. 
Elisabeth Charlottas make avled 1640 och efterträddes av hennes son. Hon bosatte sig då formellt i sitt änkesäte Crossen. Hon hade ett nära förhållande med sin son och utövade inflytande över honom under hans regeringstid som Fredrik Vilhelm I av Brandenburg.

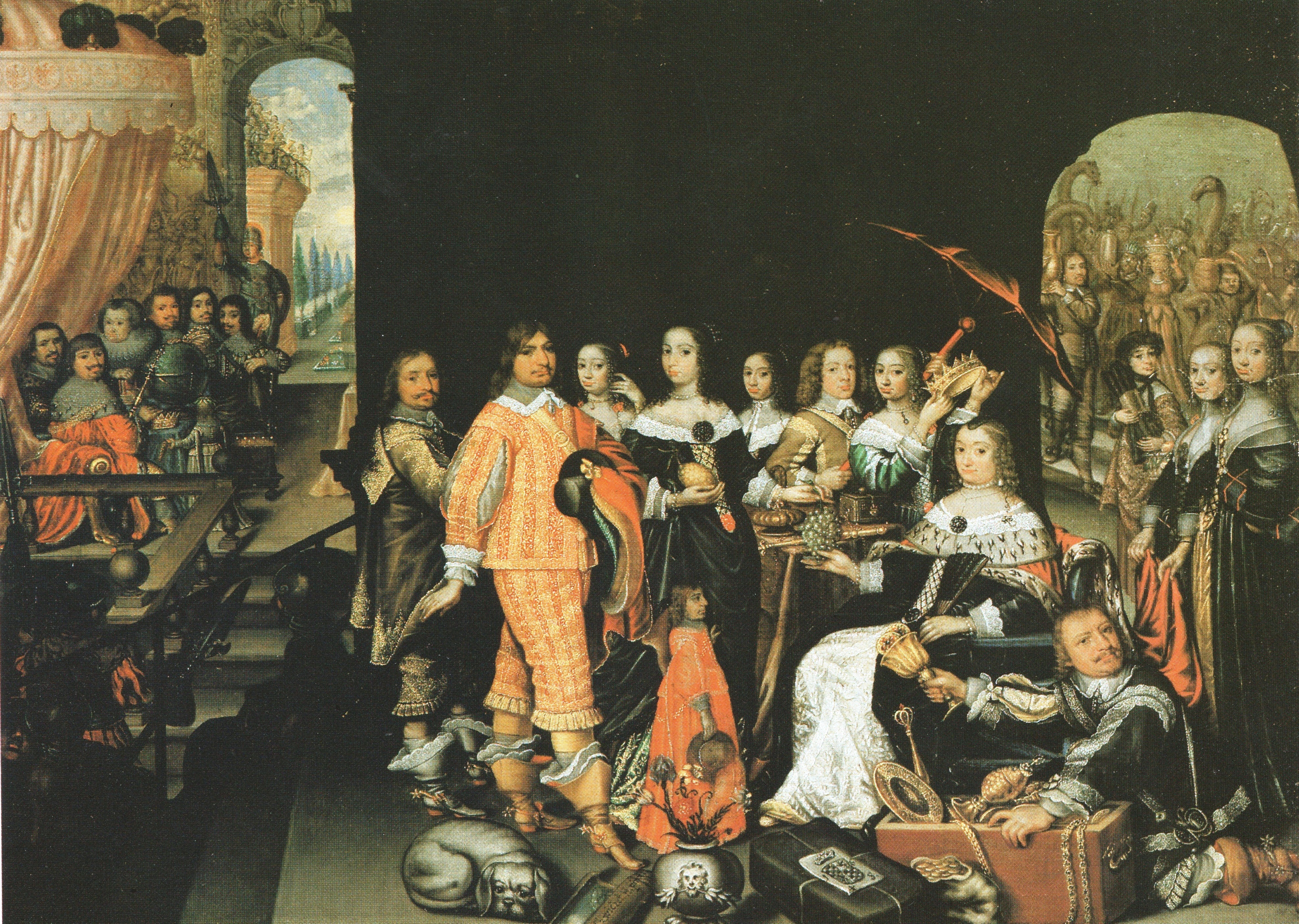
Elisabeth Charlotta med sin son.